# Lista över statliga museer i Sverige
Lista över statliga museer i Sverige, förtecknar statliga museer i Sverige.
I Sverige finns ett antal statliga museer, bland andra: 

## Centralmuseer
- Statens centrum för arkitektur och design i Stockholm 59°19′33″N 18°05′06″Ö / 59.32583°N 18.08500°Ö
- Moderna Museet i Stockholm 59°19′34″N 18°05′03″Ö / 59.32611°N 18.08417°Ö
  - Moderna museet Malmö 55°36′17″N 13°0′34″Ö / 55.60472°N 13.00944°Ö
- Naturhistoriska riksmuseet i Stockholm 59°22′08″N 18°03′13″Ö / 59.36889°N 18.05361°Ö
- Nationalmuseum med Prins Eugens Waldemarsudde
  - Nationalmuseum i Stockholm 59°19′43″N 18°04′40″Ö / 59.32861°N 18.07778°Ö
  - Prins Eugens Waldemarsudde i Stockholm 59°19′12″N 18°06′50″Ö / 59.32000°N 18.11389°Ö
  - Orangerimuseet 59°23′26″N 18°0′49″Ö / 59.39056°N 18.01361°Ö

- Statens maritima och transporthistoriska museer
  - Vasamuseet i Stockholm 59°19′41″N 18°05′29″Ö / 59.32806°N 18.09139°Ö
  - Sjöhistoriska museet i Stockholm 59°19′57″N 18°06′57″Ö / 59.33250°N 18.11583°Ö
  - Marinmuseum i Karlskrona 56°09.686′N 15°35.974′Ö / 56.161433°N 15.599567°Ö
  - Järnvägsmuseet i Gävle 60°39′42″N 17°10′15″Ö / 60.66167°N 17.17083°Ö

- Statens historiska museer
  - Historiska museet i Stockholm 59°20′04″N 18°05′26″Ö / 59.33444°N 18.09056°Ö
  - Kungliga Myntkabinettet - Sveriges ekonomiska museum i Stockholm 59°19′33.28″N 18°4′24.16″Ö / 59.3259111°N 18.0733778°Ö
  - Tumba bruksmuseum i Botkyrka 59°12′4.68″N 17°49′2.45″Ö / 59.2013000°N 17.8173472°Ö
  - Livrustkammaren i Stockholm 59°19′35.43″N 18°4′22.46″Ö / 59.3265083°N 18.0729056°Ö
  - Skoklosters slott i Håbo kommun 59°42′11″N 17°37′17″Ö / 59.70306°N 17.62139°Ö
  - Hallwylska museet i Stockholm 59°19′59″N 18°4′28″Ö / 59.33306°N 18.07444°Ö
- Statens museer för världskultur
  - Etnografiska museet i Stockholm 59°19′57″N 18°07′14″Ö / 59.33250°N 18.12056°Ö
  - Medelhavsmuseet i Stockholm 59°19′46.24″N 18°4′2.88″Ö / 59.3295111°N 18.0674667°Ö
  - Världskulturmuseet i Göteborg 57°41′40.73″N 11°59′21.76″Ö / 57.6946472°N 11.9893778°Ö
  - Östasiatiska museet i Stockholm 59°19′37.89″N 18°4′54.75″Ö / 59.3271917°N 18.0818750°Ö

- Statens försvarshistoriska museer
  - Armémuseum i Stockholm 59°20′05″N 18°04′49″Ö / 59.33472°N 18.08028°Ö
  - Flygvapenmuseum i Malmslätt 58°24′36″N 15°31′25″Ö / 58.41000°N 15.52361°Ö

- Statens musikverk
  - Scenkonstmuseet i Stockholm 59°20′0″N 18°4′41″Ö / 59.33333°N 18.07806°Ö

## Museer under hovstaten
- Gustav III:s antikmuseum i Stockholm
- Skattkammaren i Stockholm
- Kina slott vid Drottningholms slott
- Evert Lundquists ateljémuseum vid Drottningholms slott
- Museum de Vries vid Drottningholms slott

## Universitets- och högskolemuseer
- Lunds universitet
  - Lunds universitets historiska museum 55°42′15″N 13°11′42″Ö / 55.70417°N 13.19500°Ö
  - Skissernas museum 55°42′27″N 13°11′55″Ö / 55.70750°N 13.19861°Ö
  - Biologiska museerna, Lunds universitet
    - Botaniska museet vid Lunds universitet 55°42′14″N 13°12′10″Ö / 55.70389°N 13.20278°Ö
    - Zoologiska museet vid Lunds universitet 55°42′35.51″N 13°12′0.56″Ö / 55.7098639°N 13.2001556°Ö
- Uppsala universitet
  - Evolutionsmuseet
  - Linnéträdgården
  - Linnémuseet
  - Linnés Hammarby
  - Museum Gustavianum
  - Uppsala universitets myntkabinett
  - Victoriamuseet för egyptiska fornsaker
- Göteborgs universitet
  - Herbarium GB
- Umeå universitet
  - Herbarium UME
- Sveriges lantbruksuniversitet
  - Lantbruksmuseet
  - Hovbeslagsmuseet
  - Vagnsmuseet
- Luleå tekniska universitet
  - Teknikens Hus[1] 65°37′1″N 22°08′05″Ö / 65.61694°N 22.13472°Ö

## Andra statliga museer
- Birkamuseet, under Riksantikvarieämbetet 59°19′49″N 17°32′30″Ö / 59.330284°N 17.541701°Ö
- Tullmuseum, under Tullverket 59°20′9.84″N 18°1′42.72″Ö / 59.3360667°N 18.0285333°Ö
- Polismuseet, under Rikspolisstyrelsen 59°19′59″N 18°7′6″Ö / 59.33306°N 18.11833°Ö
- (Thielska galleriet) 59°19′20″N 18°08′55″Ö / 59.32222°N 18.14861°Ö